# Konstancja Ossolińska
Konstancja Maria Apolonia z Ossolińskich Łubieńska (ur. 1783 w Rudce, zm. 7 grudnia 1868 w Warszawie) – generałowa.
Córka Józefa Ossolińskiego z Tęczyna herbu Topór i Marii Zaleskiej, miała brata Wiktora. Jej matka wniosła w posagu dobra Grodzisk, Siemiony i Rejowiec w lubelskim.
Po rozwodzie rodziców, Konstancja zamieszkała wspólnie z matką w Rejowcu. 12 grudnia 1805 roku wyszła za mąż za Tomasza Łubieńskiego. W Rejowcu odbyło się ich huczne wesele. Zamieszkali oni w pałacu w Rejowcu, jednak małżeństwo to nie należało do udanych. Konstancja, która słynęła ze swej urody miała liczne romanse. Między innymi jej wielką miłością był S. Krzyżanowski, jeden z przywódców towarzystwa patriotycznego.
Łubieńscy pozostawili po sobie córkę Adelę (1806–1896) z Łubnej h. Pomian (artystkę-amatorkę) i syna Napoleona Leona Łubieńskiego (1812–1860).